# Либертивил (Ајова)
Либертивил (енгл. Libertyville) град је у америчкој савезној држави Ајова. По попису становништва из 2010. у њему је живело 315 становника.

## Демографија
Према попису становништва из 2010. у граду је живело 315 становника, што је -10 (-3.1%) становника више него 2000. године.
| Група             | 2000.       | 2010.       |
| Белци             | 314 (96,6%) | 308 (97,8%) |
| Афроамериканци    | 1 (0,3%)    | 0 (0,0%)    |
| Азијати           | 1 (0,3%)    | 0 (0,0%)    |
| Хиспаноамериканци | 3 (0,9%)    | 4 (1,3%)    |
| Укупно            | 325         | 315         |